# 鯖石駅
鯖石駅（さばいしえき）は、青森県南津軽郡大鰐町大字鯖石字桜ノ木にある弘南鉄道大鰐線の駅。駅番号はKW 12。

## 歴史
- 1952年（昭和27年）1月26日：弘前電気鉄道の駅として開業。
- 1970年（昭和45年）10月1日：弘南鉄道に譲渡。
- 1981年（昭和56年）10月1日：快速列車の運転に備えるため、大鰐駅寄りへ100メートル移設して交換設備を設置。

## 駅構造
島式ホーム1面2線を有する地上駅。無人駅である。なお、ホームへは構内踏切を渡ることで行き来することができる。
のりば
| 番線   | 路線    | 方向 | 行先         |
| ------ | ------- | ---- | ------------ |
| 入口側 | ■大鰐線 | 下り | 中央弘前方面 |
| 反対側 | ■大鰐線 | 上り | 大鰐方面     |

※案内上ののりば番号は割り当てられていない。
備考
- 当駅を発着する列車は右側通行となっている。
- 「反対側」と記したのりばは平川という河川のほうにあるのりばを指す。

## 利用状況
| 1日乗降人員推移 | 1日乗降人員推移 |
| 年度            | 1日平均人数     |
| --------------- | --------------- |
| 2011年          | 86              |
| 2012年          | 74              |
| 2013年          | 60              |
| 2014年          | 52              |
| 2015年          | 111             |
| 2016年          | 100             |
| 2017年          | 80              |

## 駅周辺
- 平川
- 黒石警察署鯖石駐在所

## 隣の駅
弘南鉄道
■大鰐線
宿川原駅（KW 13） - 鯖石駅（KW 12） - 石川プール前駅（KW 11）